# Chleb

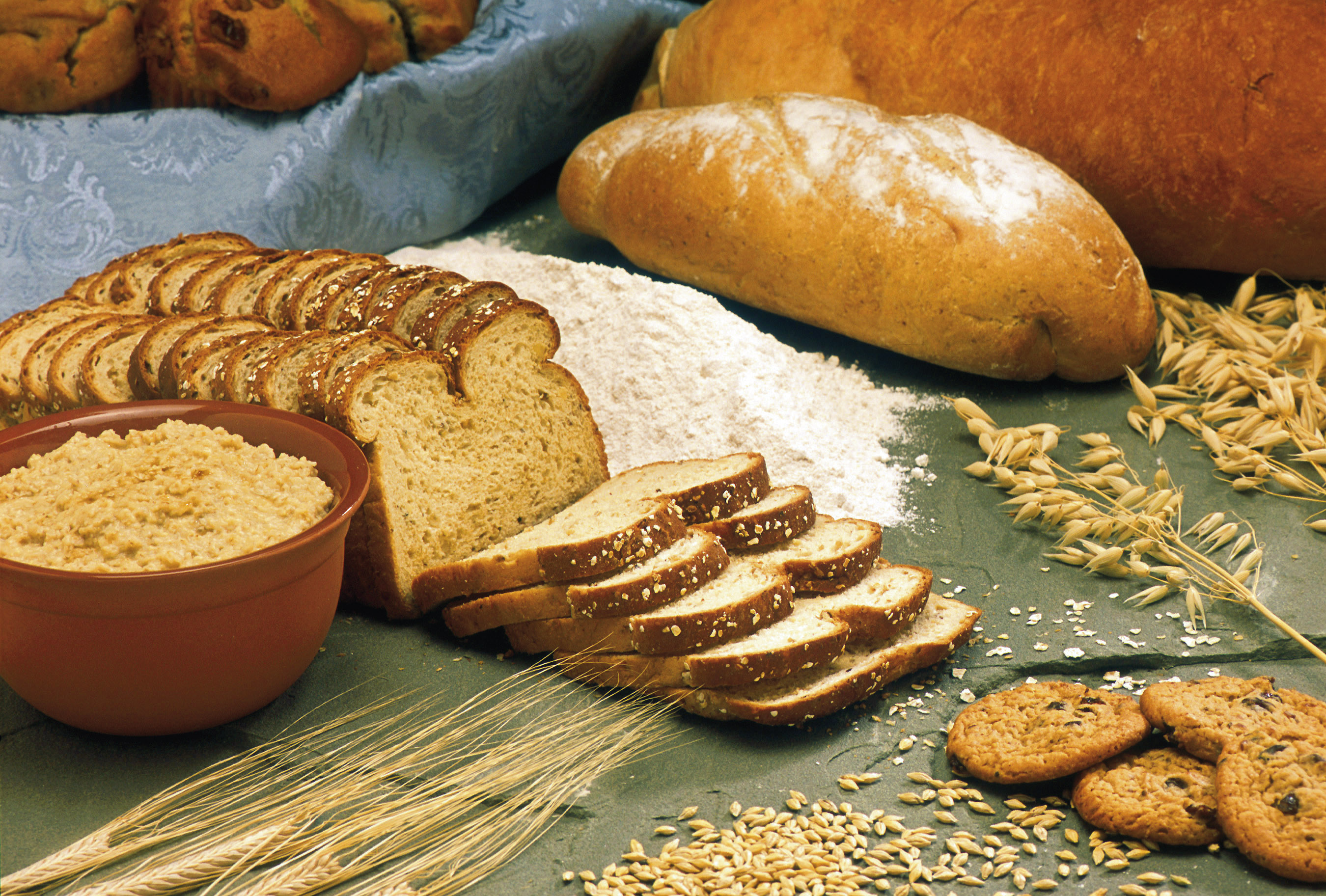
Chleb wyrobiony w różnych kształtów bochny

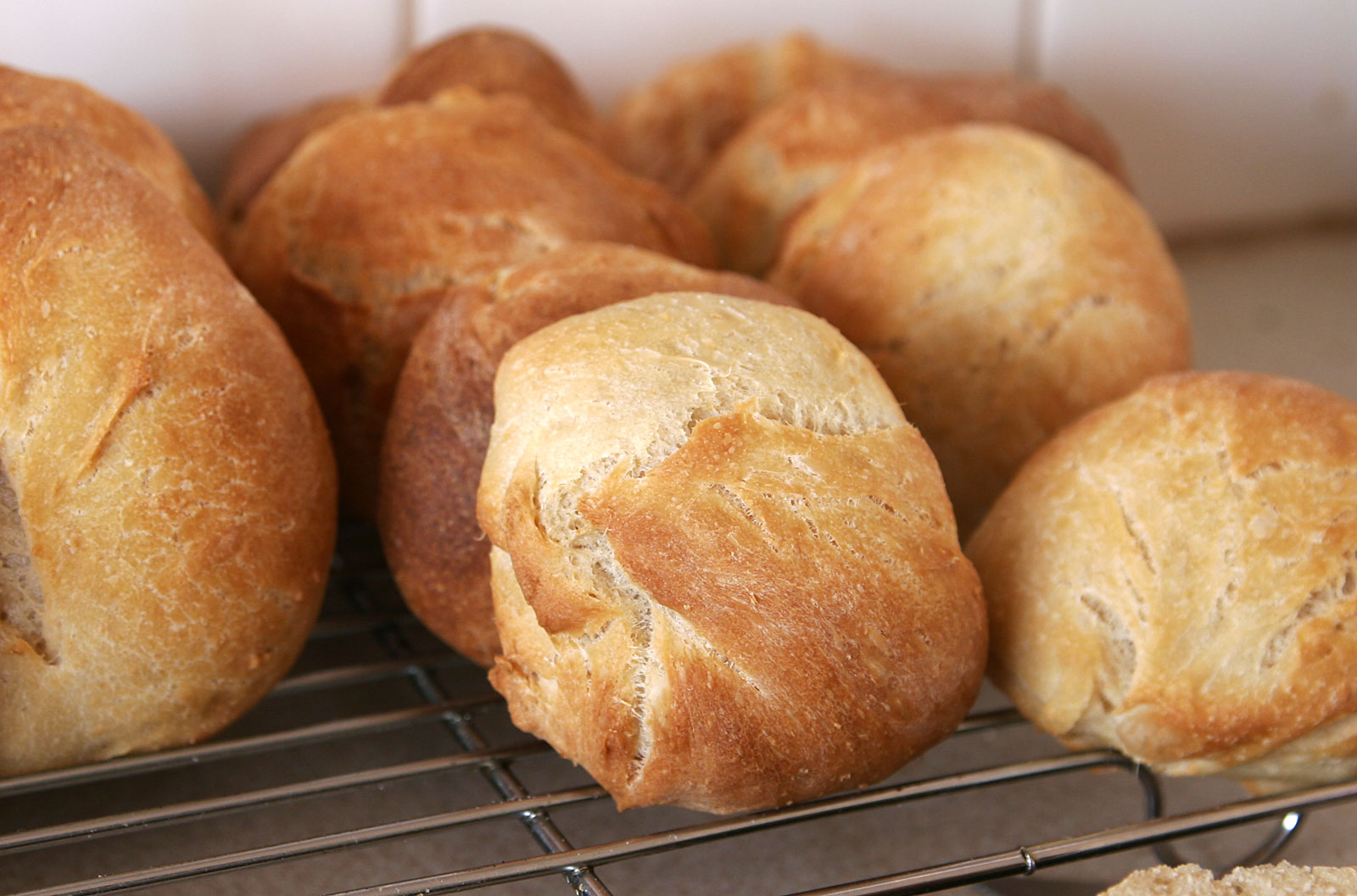
Bułki

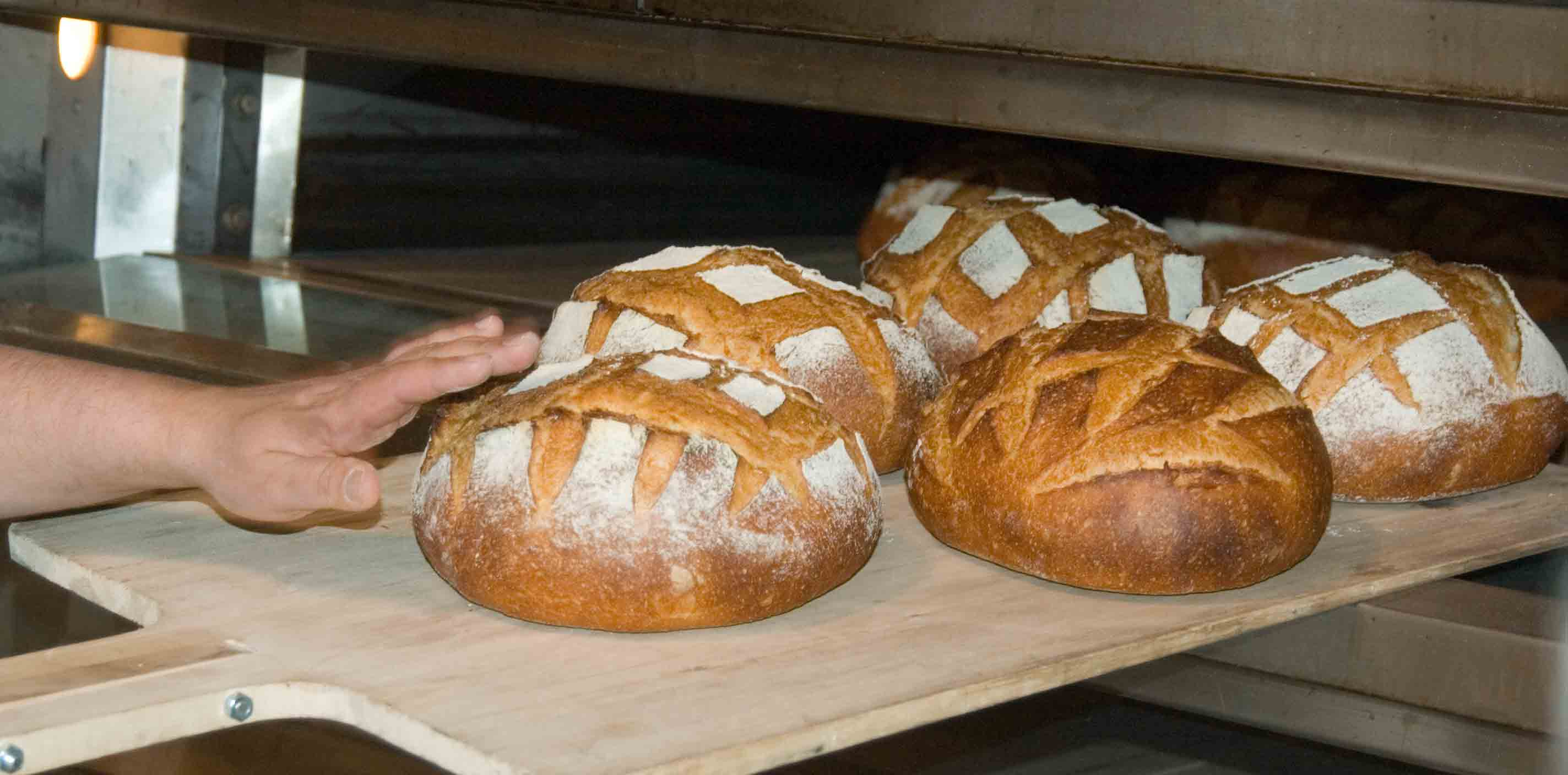
Świeżo upieczone bochny chleba

Chleb – pieczywo otrzymywane z wypieku ciasta będącego jednorodnym połączeniem mąki i wody, poddanego najczęściej, ale nie zawsze, fermentacji alkoholowej, wyrobionego w bochny różnego kształtu i wielkości. 
Chleb znany w starożytności nie przypominał współczesnego pulchnego wypieku, raczej zbliżony był do podpłomyka, znanej obecnie macy lub cienkiego podkładu pod pizzę. Taki chleb łatwiej było łamać niż kroić i zapewne stąd wziął się powszechnie znany w wielu kulturach zwyczaj obrzędowego łamania chlebem. Zwyczaj łamania, a nie krojenia chleba, utrzymał się zresztą do dzisiaj w kulturze śródziemnomorskiej (m.in. we Francji).
Słowo chleb jest prawdopodobnie pochodzenia praindoeuropejskiego, występuje w językach słowiańskich, pragermańskich i sanskrycie.
Wedle innej wersji chleb jest zapożyczeniem z języka starogermańskiego – hlaiba, starogockie hlaifs, staroislandzkie hleifr.
Według szacunków Instytutu Polskie Pieczywo w 2015 statystyczny Polak zjadł 45,3 kg pieczywa, czyli o 2,5 kg mniej niż rok wcześniej (2014 – 47,8 kg, 2010 – 56,7 kg, 2009 – 59 kg, 2008 – 61 kg). Tymczasem jeszcze w 1981 przeciętny mieszkaniec spożywał około 100 kg chleba, a w początkach XXI wieku około 80 kg.

## Gatunki chleba
W starożytnej Grecji znano około 50 przepisów na różnego rodzaju chleby, w średniowieczu piekarze wypiekali 9 głównych rodzajów chleba.
Rozróżnia się chleb żytni (razowy i biały), chleb mieszany pszenno-żytni oraz chleb pszenny. Wszystkie chleby razowe (a zwłaszcza tak zwane całoziarnowe – np. chleb Grahama i chleb Steinmetza) mają dużą wartość odżywczą i witaminową. W krajach północnych bardziej rozpowszechniony jest chleb żytni niż pszenny, w niektórych okolicach wypieka się także chleb z mąki jęczmiennej i owsianej, a na obszarach uprawy kukurydzy ważnym składnikiem ciasta do wypieku chleba jest mąka kukurydziana.
Większość współczesnych rodzajów chleba spotykanych w Europie i USA jest bardzo pulchna. Pulchny chleb łatwiej się gryzie i trawi.
W niektórych krajach śródziemnomorskich utrzymuje się jednak wciąż tradycja wypieku chleba niespulchnianego lub spulchnianego tylko w minimalnym stopniu. (m.in. na Sycylii, Grecji, krajach Maghrebu, Izraelu, Turcji).

## Wypiek chleba i jego skład

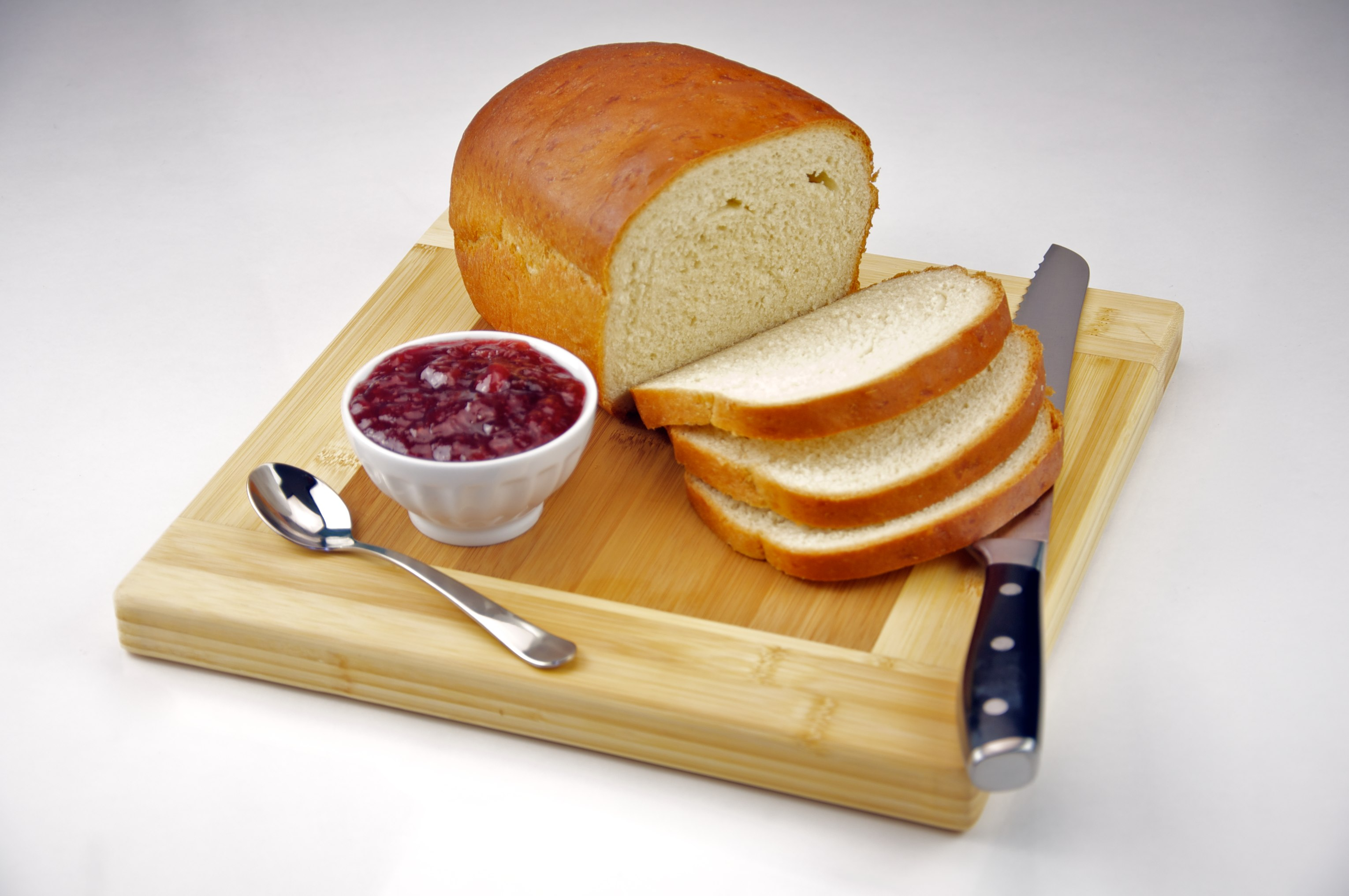
Biały chleb

Podstawowymi składnikami chleba są: mąka pszenna lub mąka żytnia, woda, sól oraz dodatki, na przykład drożdże lub zakwas.
Celem fermentacji jest zawsze wytworzenie wewnątrz masy ciasta znacznych ilości dwutlenku węgla, który na skutek zwiększania swojej objętości w trakcie procesu pieczenia powoduje spulchnienie końcowego produktu. Przy produkcji chleba pulchnego na skalę przemysłową czasami zamiast drożdży stosuje się węglan sodu, który w podwyższonej temperaturze rozkłada się z wydzieleniem dwutlenku węgla.
Chleb wypieka się w piecu piekarskim w temperaturze 200–250 °C (w warunkach domowych można użyć np. wypiekacza). Chleb zawiera 45–49% węglowodanów, 4,5–8,3% substancji białkowych, ok. 1% tłuszczu, 0,2–1,5% błonnika, ok. 1,5% substancji popiołotwórczych oraz 42–48% wody. Skórka chleba składa się głównie ze skarmelizowanej dekstryny.

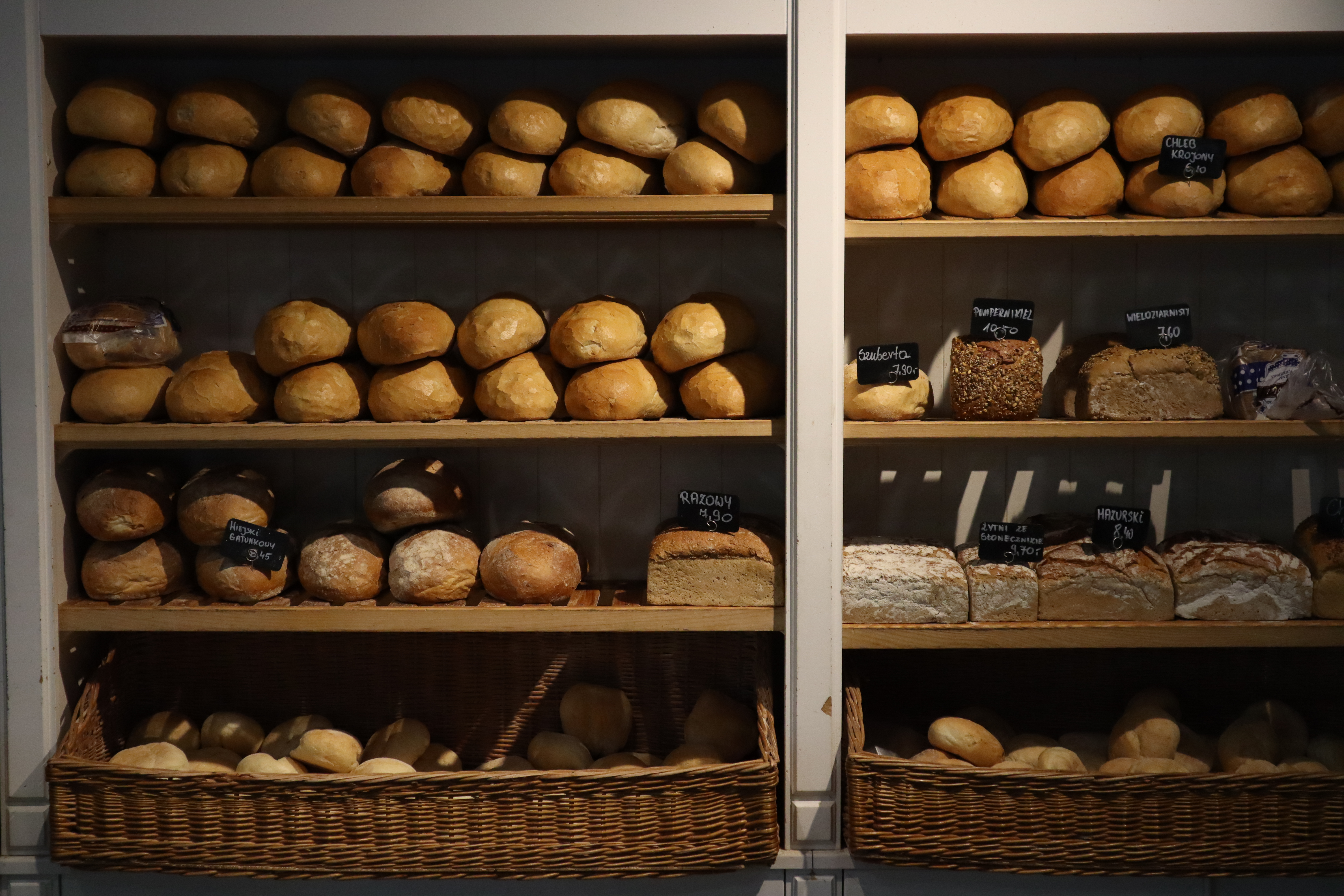
Różne rodzaje chleba

Chleb zawiera aminokwasy, witaminy (w tym B1, B2, niacyna, witamina E) i minerały (miedź, cynk i żelazo – potrafi zaspokoić do 30% ich dziennego zapotrzebowania). Dodatkowo ciemne pieczywo zawiera potas, sód, wapń i fosfor.

## Historia chleba

### Czasy starożytne
Chleb wymieniany jest wśród elementarnych posiłków człowieka w najstarszych źródłach historii kultury materialnej Europy i Bliskiego Wschodu; najstarsze znalezisko datuje się na 14 400 lat temu. Stanowi jeden z podstawowych składników codziennej diety człowieka. Chleb odgrywa również istotną rolę kultową – wzmianki o tym znajdują się na przykład w Starym Testamencie – i kulturowo-symboliczną. Znany był już w starożytności, w Babilonii, Asyrii, Egipcie, Izraelu, Grecji oraz Cesarstwie Rzymskim.
Wygląd i właściwości chleba zmieniały się znacznie w ciągu wieków doskonalenia techniki otrzymywania mąki oraz przyrządzania i wypieku ciasta. Najbardziej pierwotną formą chleba są placki z mąki i śruty pieczone w popiele, na rozgrzanych kamieniach, później także na rusztach i blachach. Odrębnym rodzajem chleba były suche placki starożytnych Izraelitów (maca).
Pieczenie placków pod glinianym garnkiem (dzwonem), przysypywanym gorącym popiołem, dało początek kopułowym piecom piekarskim z bocznym otworem, które w takiej formie przetrwały od czasów rzymskich niemal do naszej epoki. Bochny wypiekane w taki sposób wykazywały (w porównaniu do tych pieczonych w popiele) wiele zalet: były czyste, podczas wypieku nie traciły całkowicie wilgoci i uzyskiwały pewien stopień pulchności (takimi plackami były zapewne chleby pokładne z Biblii).
Szybko nauczono się zwiększać pulchność bochnów chleba przez poddawanie ciasta samorzutnej fermentacji, dzięki której uzyskiwało ono gąbczastą strukturę – a sam chleb stawał się smaczniejszy i bardziej strawny. Do wywołania fermentacji używano części ciasta z poprzedniego zaczynu, a także drożdży z osadów winiarskich.
Przaśne placki i płaski chleb z ciasta robionego na zakwasie lub drożdżach spożywano zarówno w starożytnym Egipcie, jak i w Grecji i w Rzymie. W tym ostatnim – za czasów Oktawiana Augusta – istniało ponad 300 piekarń wytwarzających różne rodzaje chleba.

### Od średniowiecza do czasów współczesnych

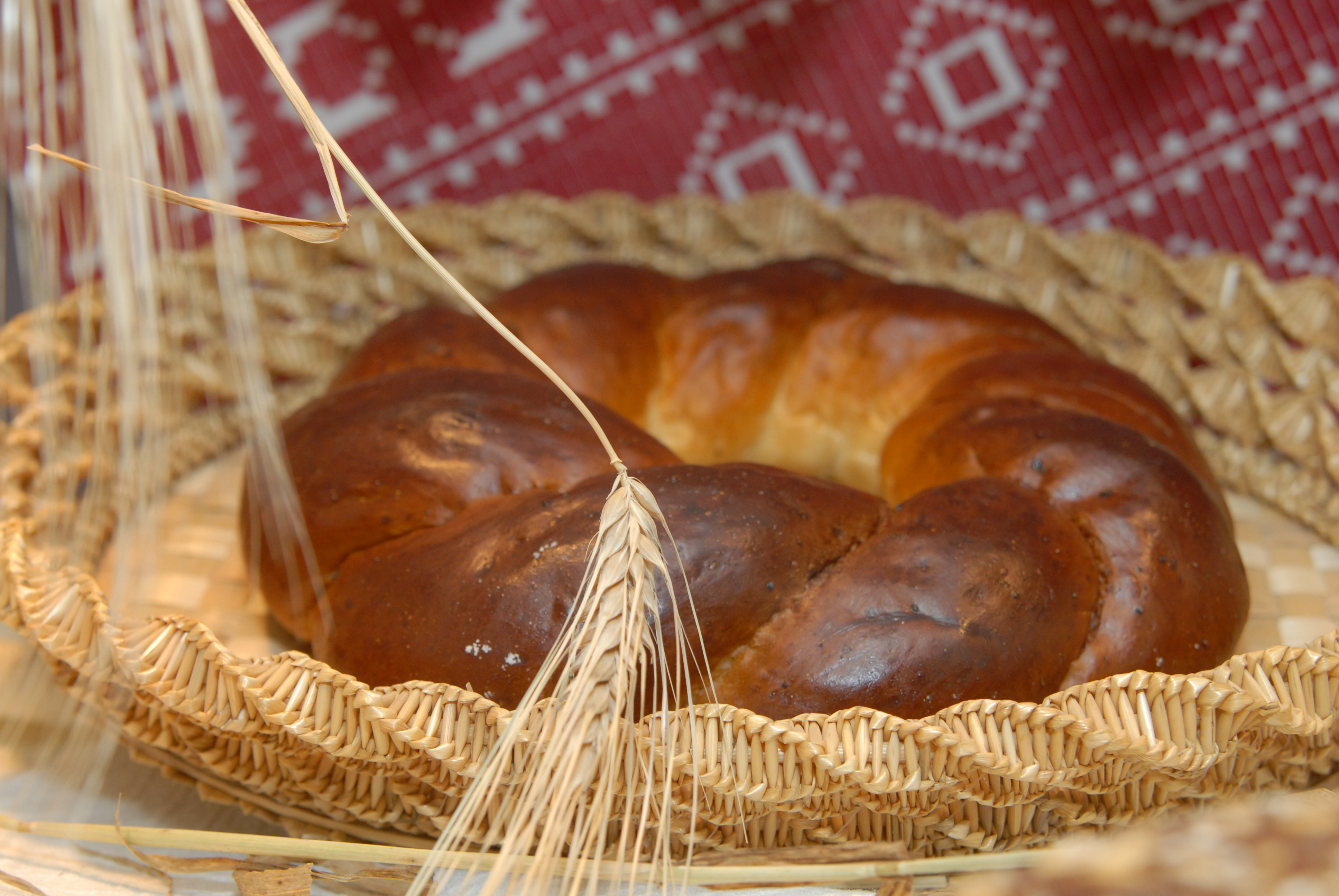
Kołacz

Chleb także we wczesnym średniowieczu, jeszcze w czasach przedchrześcijańskich, odgrywał w Europie znaczącą rolę w obrzędowości lokalnej. Archaiczną formę chleba wśród Słowian, która przeznaczona była do codziennego spożycia stanowił placek chlebowy zwany podpłomykiem noszący również w języku staropolskim nazwę wychopieniek. Formą pieczywa odświętnego był kołacz stanowiący istotny element wesel i innych świąt. W okresie późniejszym średniowieczną sztukę piekarską rozwijano w klasztorach i rzemieślniczych (cechowych) piekarniach miejskich.
W Jaworze co roku organizowane są Międzynarodowe Targi Chleba.

### Chleb krojony
Otto Frederick Rohwedder uważany jest powszechnie za wynalazcę przemysłowego chleba porcjowanego. W 1912 Rohwedder opatentował maszynę do automatycznego krojenia chleba, jednak problemy z utrzymaniem świeżości takiego pieczywa zniechęciły go do uruchomienia produkcji na większą skalę. Dopiero w 1928, po emigracji do Stanów Zjednoczonych, Rohwedder wrócił do swojego wcześniejszego pomysłu, projektując linię produkcyjną, która najpierw kroiła, a następnie natychmiast szczelnie pakowała pokrojony chleb. Maszyna ta została zainstalowana i uruchomiona po raz pierwszy przez przedsiębiorstwo Chillicothe Baking Company w piekarni w Chillicothe. Pierwsze kromki powstały 7 lipca tego samego roku.
Produkt nazwany „Kleen Maid Sliced Bread” okazał się sukcesem i był reklamowany jako „największy krok naprzód w branży piekarskiej od czasu pakowanego chleba” (the greatest forward step in the baking industry since bread was wrapped). W 1933 już prawie 80% wszystkich bochenków chleba sprzedawanych w USA było krojone. O powodzeniu wynalazku świadczy to, iż w czasie II wojny światowej pojawiło się powiedzenie będące przeróbką powyższego sloganu reklamowego: „najlepsza rzecz od czasu, gdy wynaleziono krojony chleb”.